# محمد بن صباح الصباح
محمد بن صباح الصباح (به عربی: محمد بن صباح الصباح) (زاده ۱۸۳۸ – درگذشته ۱۷ مه ۱۸۹۶) ششمین حاکم کویت بوده است. او در ۲۹ مه ۱۸۹۲ حاکم کویت شد و در تاریخ ۱۷ مه ۱۸۹۶ درگذشت.

ترور